# Supplement
För supplementvinklar inom geometri, se supplementvinkel.

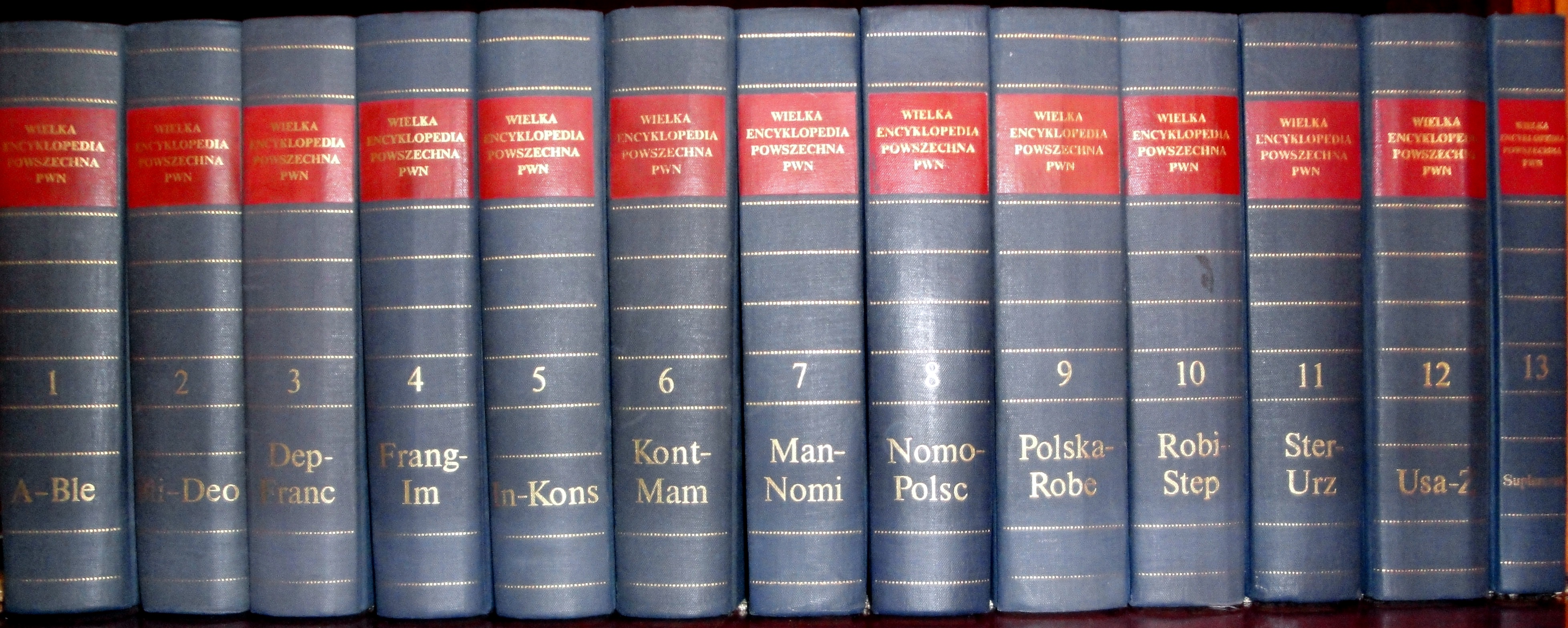
Uppslagsverket Wielka Encyklopedia Powszechna PWN, med supplementet längst till höger.

Supplement betyder "utfyllnad, tillägg, uppdatering (av bok)", för att göra verket mer fullständigt. Ordet finns belagt i svenskan sedan 1664. Ibland används ordet för att beteckna ett särtryck i en egen bok. Uppslagsverk använder supplement när redan tryckta böcker behöver kompletteras med rättelser och med personer som utmärkt sig och händelser som inträffat under eller efter utgivningstiden i form av nya uppslagsord och med ny information om dem som redan finns i huvudverket. I digitala uppslagsverk, som Wikipedia, görs sådana tillägg löpande. Näraliggande begrepp är appendix och bilaga. 